# Prawo Wiena

Rozkład Plancka dla różnych temperatur. Moc [kJ/s] promieniowania przez ciało o powierzchni 1 m² do pełnego kąta bryłowego w zakresie długości fal od 0 do 2 μm.

Prawo przesunięć Wiena – moc promieniowania elektromagnetycznego emitowanego przez ciało doskonale czarne przyjmuje najwyższą wartość dla długości fali odwrotnie proporcjonalnej do temperatury ciała, zgodnie ze wzorem:

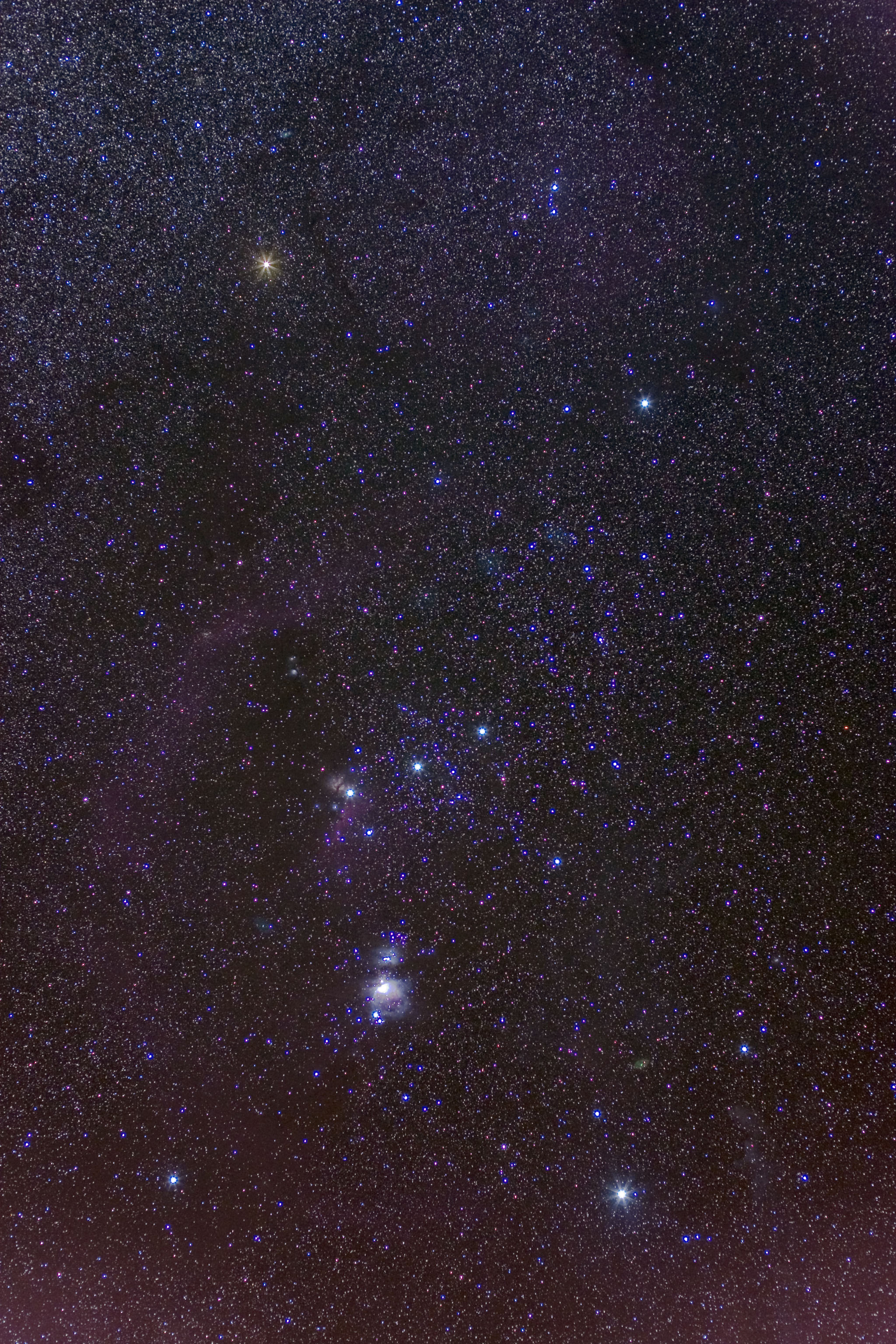
Kolor gwiazdy zależy od jej temperatury, zgodnie z prawem Wiena. W konstelacji Oriona można porównać Betelgeuse (T ≈ 3300 K, górny lewy), Rigel (T = 12100 K, dolny prawy), Bellatrix (T = 22000 K, górny prawy) i Mintaka (T = 31800 K, najbardziej na prawo od 3 „gwiazd pasa” w środku).

{\displaystyle \lambda _{\max }={\frac {b}{T}}}
gdzie:
{\displaystyle \lambda _{\max }} – długość fali promieniowania o maksymalnej mocy w metrach,
{\displaystyle T} – temperatura ciała doskonale czarnego w kelwinach,
{\displaystyle b=2{,}897771955...\cdot 10^{-3}\mathrm {m\cdot K} } – stała przesunięć Wiena.
Prawo to sformułował Wilhelm Wien na podstawie danych doświadczalnych w 1893 roku. Teoretycznie można je wyprowadzić z rozkładu Plancka promieniowania ciała doskonale czarnego, które Max Planck sformułował w 1900 roku.
Prawo Wiena znajduje liczne zastosowania, np. pozwala określić temperatury gwiazd na podstawie pomiaru ich światła, przy założeniu, że promieniują one jak ciało doskonale czarne.

## Rozkład Wiena

Porównanie widm promieniowania dla ciała o temperaturze 8 mK według:
a) prawa Rayleigha-Jeansa (widmo wyprowadzone z klasycznej termodynamiki; niedokładne dla dużych częstotliwości),
b) prawa Wiena (oparte na eksperymentach, ale niedokładne),
c) prawa Plancka (oparte na eksperymentach, dokładne, następnie wyprowadzone teoretycznie; dało początek fizyce kwantowej).

Na podstawie danych doświadczalnych Wien sformułował także wzór określający rozkład radiancji promieniowania ciała doskonale czarnego:
{\displaystyle L(\lambda {,}T)={\frac {C_{1L}}{\lambda ^{5}}}{\frac {1}{\exp \left({\frac {C_{2}}{\lambda T}}\right)}},}
gdzie:
{\displaystyle C_{1L},} {\displaystyle C_{2}} – stałe wyznaczane doświadczalnie.
Wzór ten ma obecnie jedynie znaczenie historyczne, nie opisuje bowiem promieniowania ciała doskonale czarnego dokładnie. Max Planck zauważył niepoprawność wzoru i poprawił go (uzupełniając mianownik o -1), a następnie uzasadnił teoretycznie; wzór poprawny ma postać (por. prawo Plancka):
{\displaystyle L(\lambda {,}T)={\frac {2c^{2}h}{\lambda ^{5}}}\cdot {\frac {1}{{\exp \left({\frac {hc}{\lambda kT}}\right)}-1}}.}
Stąd Planck teoretycznie wyprowadził stałe doświadczalne: {\displaystyle C_{1L}=2c^{2}h,} {\displaystyle C_{2}={\frac {hc}{k}}.}